# Pinhal do Norte
Pinhal do Norte es una freguesia portuguesa del municipio de Carrazeda de Ansiães, distrito de Braganza, Trás-os-Montes e Alto Douro, con 1680 hab, km² de superficie y 315 habitantes (2001). Su densidad de población es de 18,6 hab/km².